# Августівка (Тернопільський район)

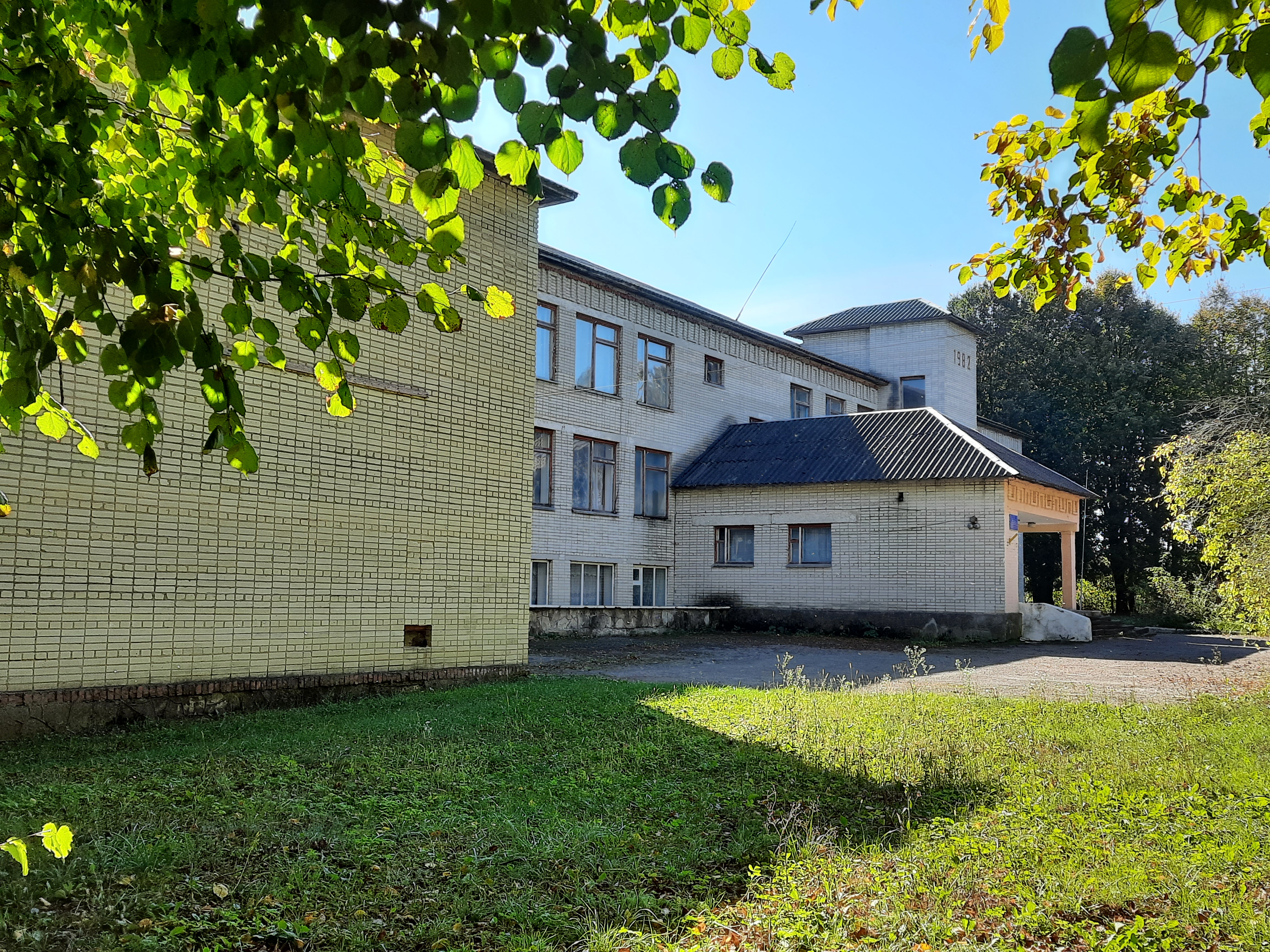
Школа

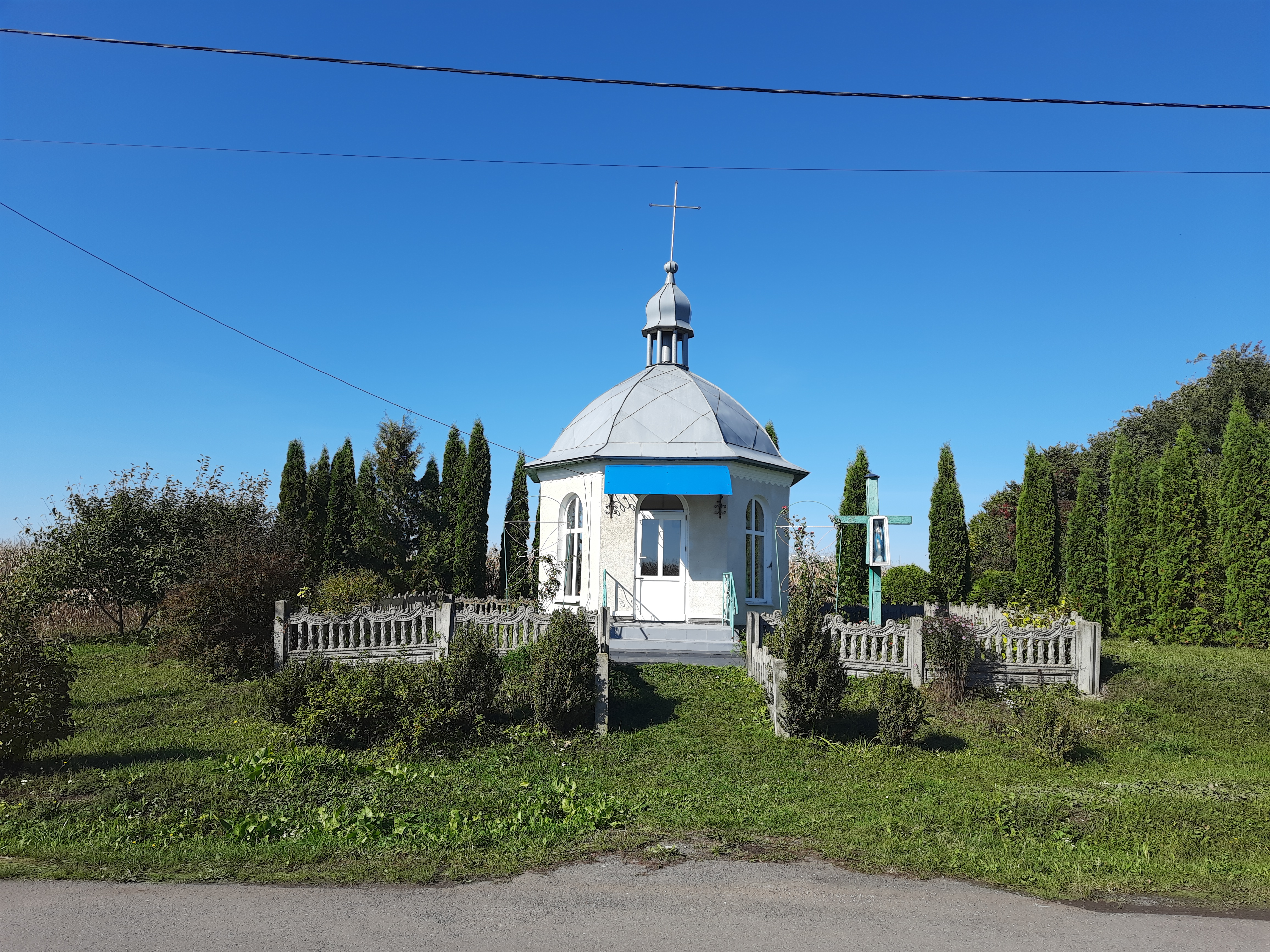
Капличка

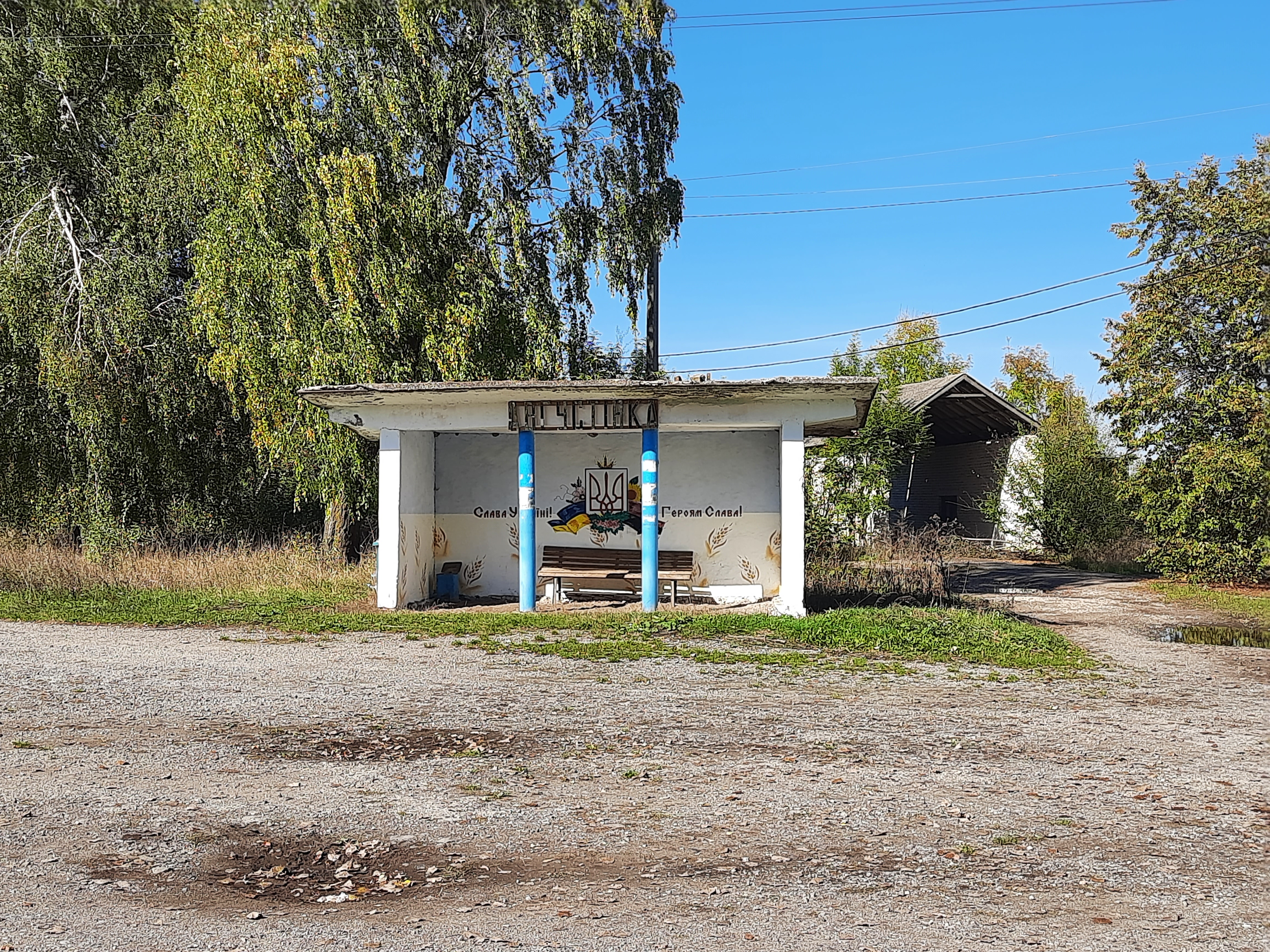
Автобусна зупинка

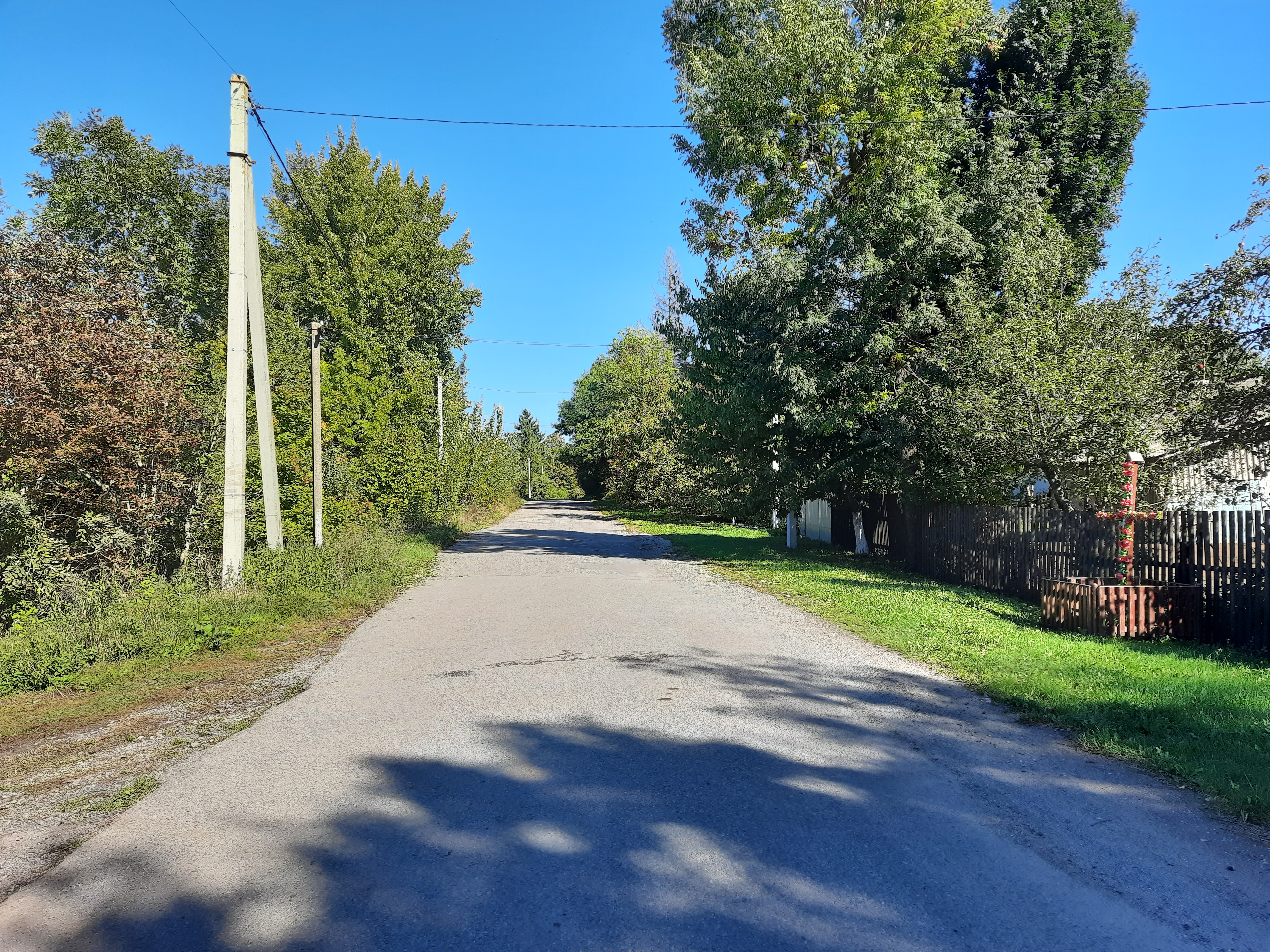
Сільська вулиця

Августі́вка — село в Україні, у Зборівській міській громаді Тернопільського району Тернопільської області. Розташоване на півночі району. До 2016 - центр однойменної сільської ради тодішнього Козівського району

## Географія
Вулиці:
- Центральна.

### Клімат
| Клімат Августівки         | Клімат Августівки | Клімат Августівки | Клімат Августівки | Клімат Августівки | Клімат Августівки | Клімат Августівки | Клімат Августівки | Клімат Августівки | Клімат Августівки | Клімат Августівки | Клімат Августівки | Клімат Августівки | Клімат Августівки |
| Показник                  | Січ.              | Лют.              | Бер.              | Квіт.             | Трав.             | Черв.             | Лип.              | Серп.             | Вер.              | Жовт.             | Лист.             | Груд.             | Рік               |
| Середній максимум, °C     | −1,9              | −0,5              | 4,2               | 12,4              | 18,4              | 21,6              | 22,9              | 22,3              | 17,9              | 12,1              | 5,0               | 0,2               | 11                |
| Середня температура, °C   | −4,9              | −3,4              | 0,6               | 7,6               | 13,1              | 16,4              | 17,7              | 17,0              | 12,9              | 7,7               | 2,2               | −2,3              | 7                 |
| Середній мінімум, °C      | −7,8              | −6,3              | −2,9              | 2,8               | 7,8               | 11,2              | 12,5              | 11,7              | 8,0               | 3,4               | −0,6              | −4,7              | 2                 |
| Норма опадів, мм          | 33                | 32                | 33                | 50                | 77                | 91                | 96                | 71                | 57                | 39                | 37                | 40                | 656               |
| ------------------------- | ----------------- | ----------------- | ----------------- | ----------------- | ----------------- | ----------------- | ----------------- | ----------------- | ----------------- | ----------------- | ----------------- | ----------------- | ----------------- |
| Джерело: climate-data.org |                   |                   |                   |                   |                   |                   |                   |                   |                   |                   |                   |                   |                   |

## Історія

### Археологічні пам'ятки
Біля села виявлено археологічні пам'ятки давньоруської культури.

### XVIII— початок XX століття
Перша писемна згадка про село належить до 1713 року. Августівка згадується як хутір, володіння графа Потоцького. Походження назви села пов'язують з іменем Август. Восени 1915 року в Августівці була епідемія холери, від якої померло понад 30 осіб. У 2013 році були проведені заходи з відзначення 300 -річчя села.

### Перша світова війна. Українська революція
Від червня 1916 до липня 1917 року біля села пролягала лінія фронту, внаслідок чого було зруйновано більшість будівель. Взимку 1918—1919 років майже всі чоловіки воювали у лавах УГА.

### Друга світова війна
В Августівці була штаб-квартира командира УПА Романа Шухевича (осінь 1944 — весна 1945 року).

### Повоєнний період
Протягом жовтня-грудня 1952 року каральні загони НКВС проводили широкомасштабну облаву на межі Тернопільської, Івано-Франківської та Львівської областей, у ході якої перевірялося село Августівка. Метою операції був арешт Василя Кука.
12 червня 2020 року, відповідно до розпорядження Кабінету Міністрів України № 724-р «Про визначення адміністративних центрів та затвердження територій територіальних громад Тернопільської області» увійшло до складу Зборівської міської громади.
19 липня 2020 року, в результаті адміністративно-територіальної реформи та ліквідації Зборівського району, село увійшло до складу Тернопільського району.

## Населення
У 2003 році в селі проживало 582 особи. Нині в Августівці мешкає 589 людей.
Населення села в минулому:
| Рік  | Число осіб | Українців греко-католиків | Поляків та римо-католиків | Польських колоністів | Євреїв |
| ---- | ---------- | ------------------------- | ------------------------- | -------------------- | ------ |
| 1900 | 709        | 567                       | 124                       | 0                    | 15     |
| 1939 | ▲ 1100     | ▲ 960                     | ▲ 130                     | 5                    | ▼ 5    |

Місцева говірка належить до наддністрянського говору південно-західного наріччя української мови.

## Релігія
У селі є кам'яна церква Святого Онуфрія, збудована 1913 року, реконструйована в 1944 році.

## Пам'ятки
Споруджено пам'ятник воїнам РА (1965), символічну могилу борцям за волю України (1992).

## Інфраструктура
У селі діють загальноосвітня середня школа І-ІІІ ступеня, будинок культури, бібліотека, вокально-інстументальний ансамбль (удостоєний звання «народний», керівник Михайло Дрововоз).
Працюють два торговельні заклади (2013).

### Школа
У місцевій середній загальноосвітній школі I—III ступенів навчалося 52 учні і працювало 17 співробітників[коли?]. Мова навчання — українська. Директор школи — Адамик Марія Володимирівна.

## Відомі люди

### Народилися
- Петро Адамик — віце-президент Федерації регбі України, голова правління Товариства міжнародної дружби України та В’єтнаму, депутат Львівської міської ради чотирьох скликань.
- Володимир Вихрущ — український поет, вчений-економіст, професор;
- Богдан Кирилюк — український актор, режисер та літератор;
- Богдан Кельнер — український економіст та літератор;
- Тетяна Савків — українська журналістка, публіцист, літераторка;
- Михайло Швайка — доктор економічних наук, професор, академік Академії економічних наук України[11].

### Проживали
У селі проживав священик і літератор Павло Олійник.

## У літературі
Про Августівку йдеться у рукописі П. Олійника «Зошити».